# Виноград (Пале)
Виноград је насељено мјесто у општини Пале, Република Српска, БиХ. Према попису становништва из 1991. у насељу је живјело 85 становника.

## Становништво
| Националност       | 1991. | 1981. | 1971. | 1961. |
| Срби               | 81    | 104   | 151   | 166   |
| остали и непознато | 4     |       |       |       |
| Укупно             | 85    | 104   | 151   | 166   |

| Демографија | Демографија | Демографија |
| Година      | Становника  | Становника  |
| ----------- | ----------- | ----------- |
| 1961.       | 166         |             |
| 1971.       | 151         |             |
| 1981.       | 104         |             |
| 1991.       | 85          |             |